# Katjes

Logo 2014

Die Katjes Fassin GmbH + Co. KG ist ein Süßwarenunternehmen aus Emmerich am Rhein, das vorwiegend Lakritz und Fruchtgummis herstellt. Katjes ist der drittgrößte Hersteller im deutschen Zuckerwarenmarkt hinter Haribo und Storck. Gemeinsam mit ihrer rechtlich selbstständigen Schwestergesellschaft Katjes International GmbH & Co. KG und Katjesgreenfood GmbH & Co. KG ist die Katjes Fassin GmbH + Co. KG Teil der Katjes-Gruppe. Katjes verkauft ausschließlich vegane und vegetarische Produkte.

## Unternehmensgeschichte

### 1910–1950
Am 23. November 1910 gründete Josef Langenberg in ’s-Heerenberg in den Niederlanden ein Unternehmen. Unternehmenszweck war der Handel mit chemischen Produkten wie Fliegenfängern und Farbmitteln. 1920 wurde sein Stiefbruder, Xaver Fassin, als Partner in das Unternehmen aufgenommen, das nun als Langenberg & Co firmierte. Nach dem Tod des Gründers führte Fassin das Unternehmen fort. 1930 begann die eigene Produktion von Fliegenfängern, was zur Firmierung N.V. Chemische Fabriek v/h Langenberg en Co. führte.

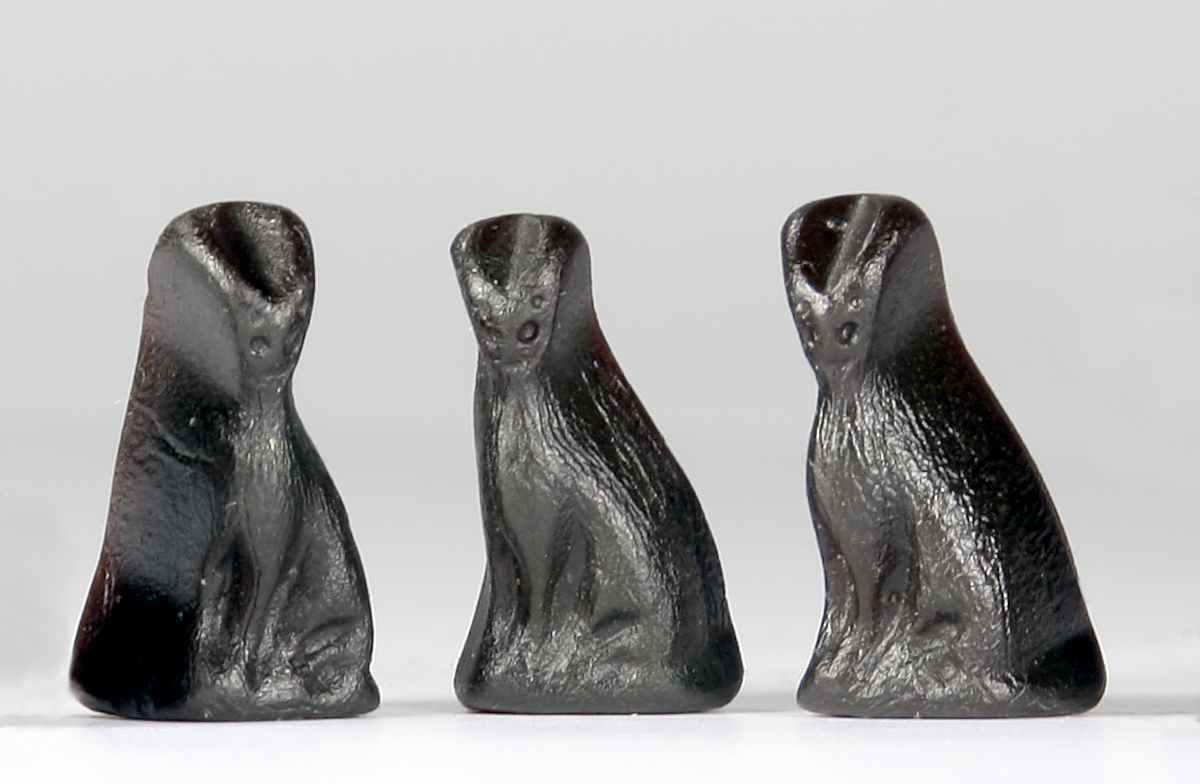
Drei Katjes-Kinder (2011)

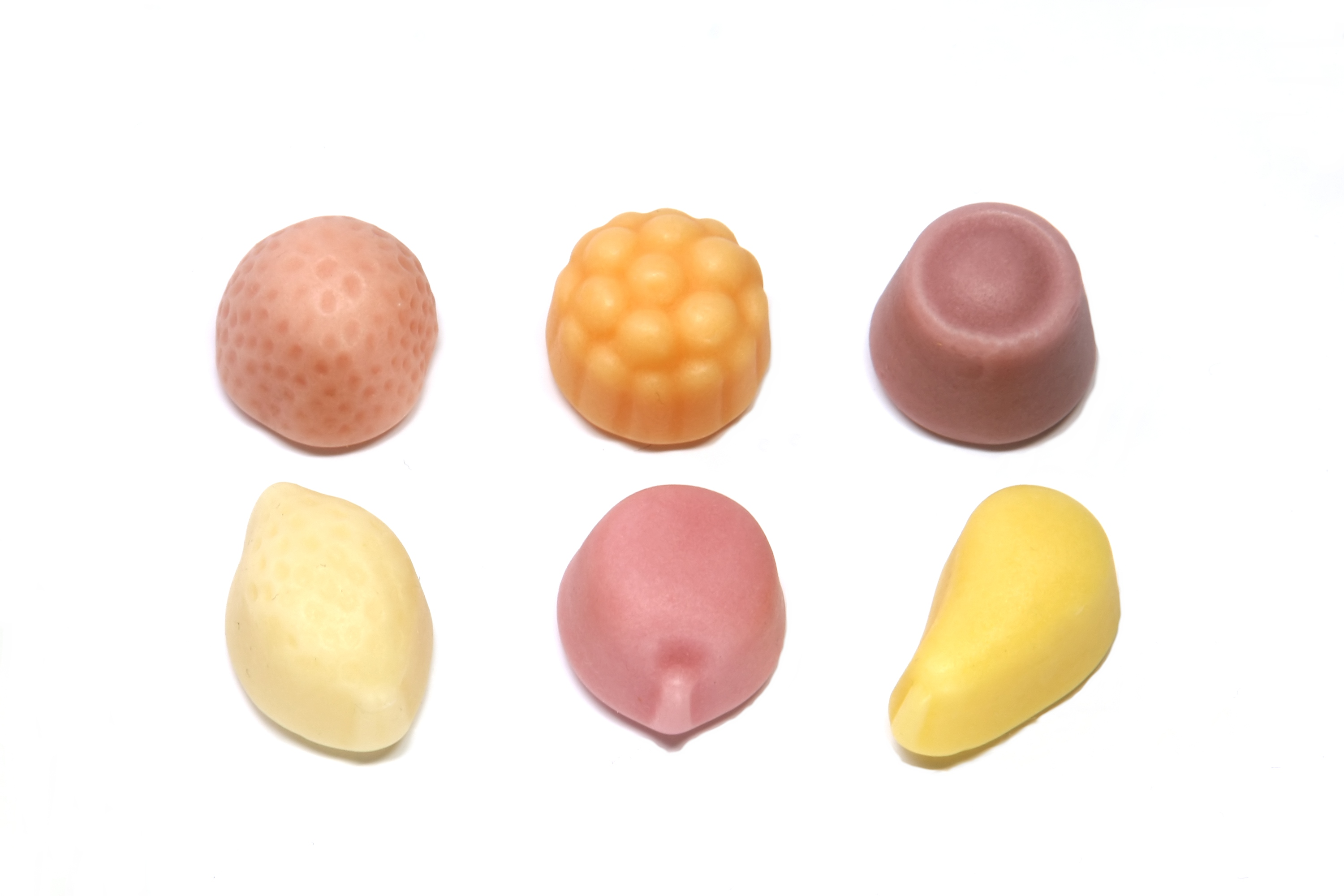
Yoghurt-Gums

Als winterlicher Ausgleich zur saisonabhängigen Fliegenfänger-Produktion wurde die Herstellung von Lakritz gewählt, da für beide Produkte Zuckersirup als ein Hauptbestandteil benötigt wurde. Das Rezept hatte Fassin, dessen Vorfahren namens Fassini aus Sizilien stammten, 1910 von einem Apotheker in Catania erhalten. In der Folge wurde die Produktion um weitere Zuckerwaren wie Menthol-Perlen und Pfefferminz erweitert. Nach der Übernahme der Formgießtechnik aus der Kunststoffindustrie in den 1930er Jahren produzierte das Unternehmen auch erstmals Lakritz in Form einer Katze, die Katjes (niederländisch für Kätzchen), die der späteren Firma ihren Namen und ihr damaliges Firmenlogo gaben.

### 1950–1996
1950 teilte Xaver Fassin die Produktion unter seinen beiden Söhnen auf: Helmut Fassin sollte die gezogenen Produkte weiterhin in ’s-Heerenberg herstellen (Langenberg-Fassin B.V., seit 2005 Fassin B.V.), Klaus Fassin die gegossenen Produkte in der benachbarten deutschen Stadt Emmerich produzieren. Dies führte zur Gründung des Unternehmens in seiner heutigen Rechtsform (Katjes Fassin GmbH + Co. KG). In den Niederlanden vertreibt Fassin B. V. unter dem Markennamen „Katja“ ein breites Süßwarensortiment.
1971 kam Katjes als Erster auf die Idee, Fruchtgummi mit Joghurt (genauer: Magermilchjoghurtpulver) herzustellen und schuf die Yoghurt-Gums, die heute eines der umsatzstärksten Produkte im Sortiment darstellen.
1972 wurde die heutige Katjes International als Fassin Verwaltungs GmbH & Co. Immobilien KG gegründet. Die Katjes International GmbH & Co. KG mit Sitz in Emmerich am Rhein ist gemeinsam mit ihrer rechtlich selbstständigen Schwestergesellschaft Katjes Fassin GmbH + Co. KG Teil der Katjes-Gruppe und bündelt ab 2010 Beteiligungen der Gruppe in Westeuropa (Sperlari, Treets Piasten, Dallmanns, Harlekijntjes, Carambar & Co, Manner).
Seit 1988 setzt Katjes als erster Süßwarenhersteller keine künstlichen Farbstoffe mehr ein. Sie wurden durch Fruchtsäfte, Fruchtmark und durch färbende Frucht- und Pflanzenkonzentrate ersetzt.

### Seit 1996

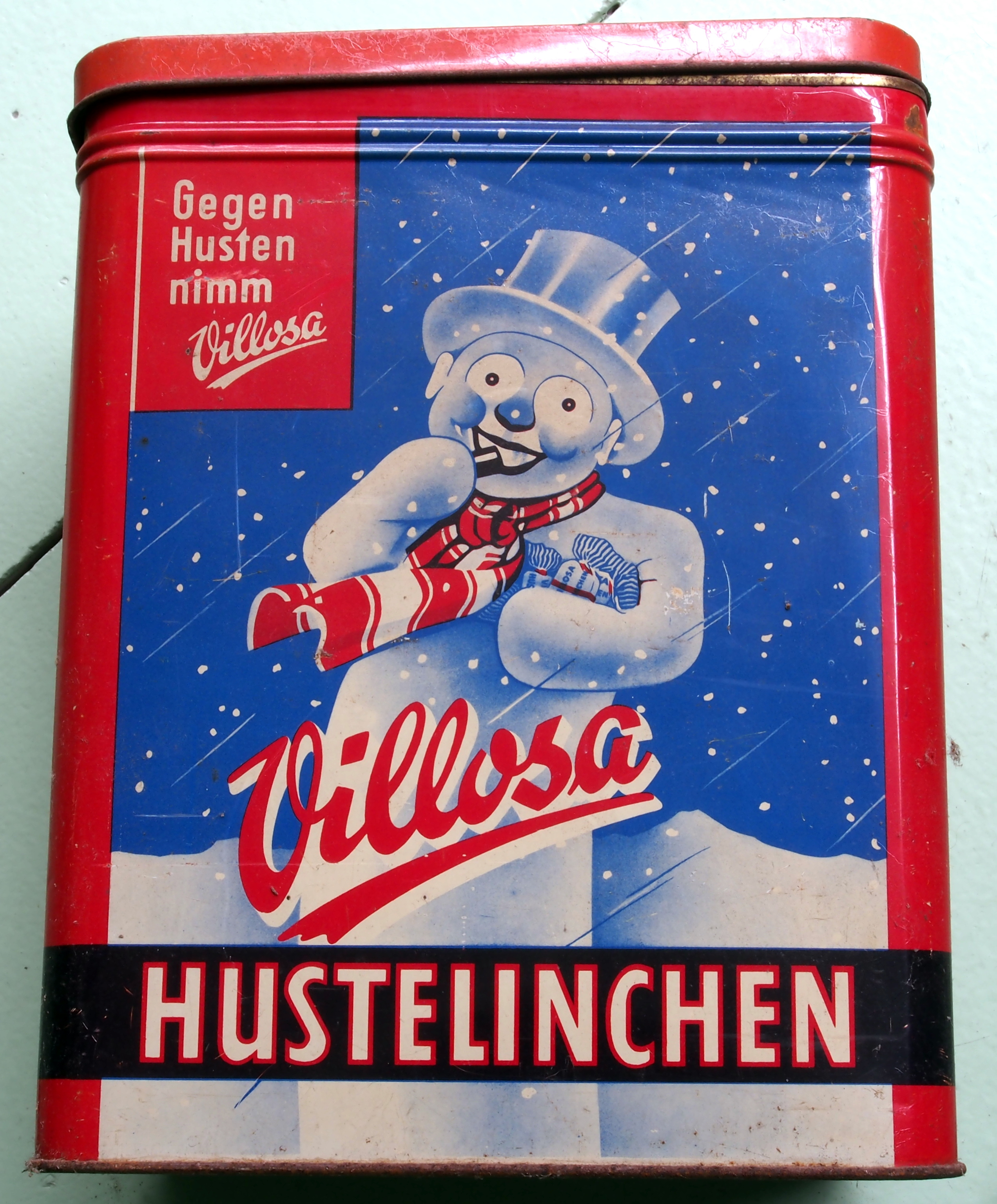
Villosa Hustelinchen

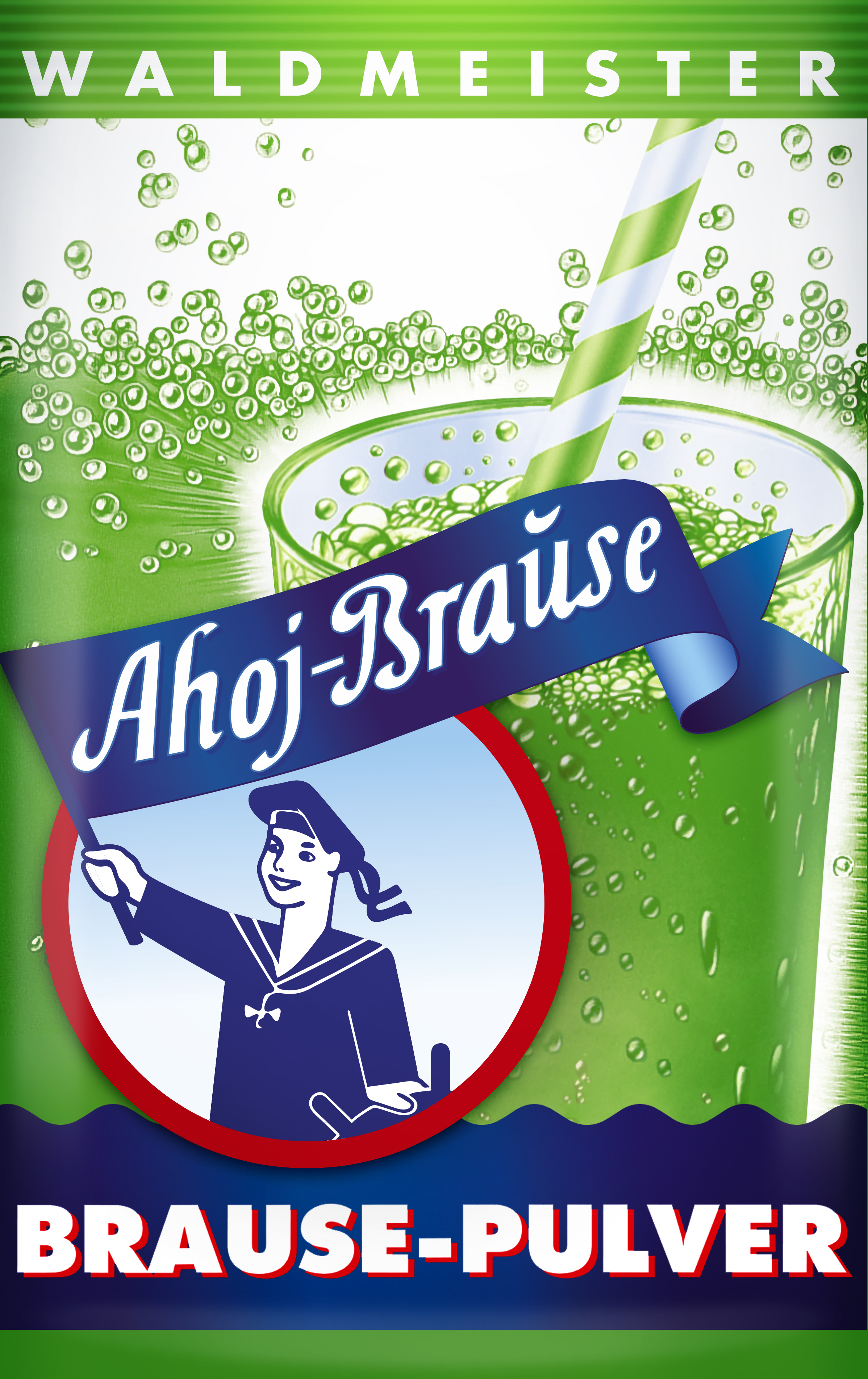
Ahoj-Brause Brausepulver Waldmeister

1996 holte Klaus Fassin einen familienfremden Manager, Tobias Bachmüller, als Geschäftsführer ins Familienunternehmen und zog sich mit 65 Jahren aus der Geschäftsführung zurück. Bachmüller war zuvor als General Manager Suchard bei Kraft Jacobs Suchard tätig gewesen. Er wurde sukzessive mit zehn Prozent an Katjes beteiligt und trimmte das Unternehmen auf Wachstum.
In den Folgejahren wurde Wachstum sowohl aus eigener Kraft als auch durch Akquisition von deutschen Markenartikelherstellern bzw. deren Marken aus der Süßwarenbranche erreicht: Im Jahr 2000 erwarb Katjes Villosa dazu, 2002 wurde Frigeo aufgekauft und 2003 folgte Gletschereis von Ragolds.
2003 trug das Engagement von Heidi Klum für Yoghurt Gums-Fernsehspots zu einer Umsatzsteigerung von 21,4 Prozent bei. Aufmerksamkeit erregte der Spot, in dem sie Yoghurt Gums als Abstandshalter zwischen den Zehen verwendete, um sich die Fußnägel zu lackieren. In der Folge wurden in Emmerich 27 Mio. Euro für eine Verdoppelung der Kapazität investiert.
Bis 2004 hatte der Sohn des Katjes-Gründers, Bastian Fassin, nach dem Studium Erfahrungen in anderen Unternehmen (Roland Berger, Kraft Foods) gesammelt und stieg als geschäftsführender Gesellschafter bei Katjes ein. Die Aufgabenbereiche der Unternehmensführung wurden aufgeteilt, so dass Bastian Fassin die Bereiche Produktentwicklung, Produktion, Qualitätssicherung und das Auslandsgeschäft verantwortet, während Tobias Bachmüller für Marketing, Finanzen und das Inlandsgeschäft zuständig ist.
Mit der Lizenz für Granini-Fruchtbonbons (2005) als dritter Bonbonmarke wurde der Bau eines eigenen Bonbonwerkes interessant. Am 20. Oktober 2006 eröffnete Katjes in Potsdam-Babelsberg die „erste gläserne Bonbonproduktion Europas“ nach Investitionen von zwölf Millionen Euro. Besucher können dort von einer Galerie aus den gesamten Prozess der Bonbon-Herstellung beobachten und im angegliederten Werksverkauf einkaufen. Dieses Konzept wurde im Januar 2007 von der Initiative Deutschland – Land der Ideen als „Ort des Jahres 2007“ ausgezeichnet. Die vormalige Lohnfertigung der Bonbons in Finnland und Italien wurde wegen Qualitätsproblemen nicht fortgesetzt.
Ab Herbst 2006 bot Katjes als Lizenznehmer auch Mövenpick Schokolade als Premiummarke an. Im Schokoladenmarkt konnte Katjes jedoch nicht reüssieren; Lizenzgeber Mövenpick kündigte Katjes nach einjähriger Zusammenarbeit.
Ab 2007 setzte Katjes in Fruchtgummis statt naturidentischer Aromastoffe nur noch natürliche Aromen ein.
Am 20. April 2007 eröffnete Katjes einen 70 m² großen Flagshipstore an der Emmericher Rheinpromenade. Nach einer Übergangszeit wurde der 120 m² große vorherige Werksverkauf im Stammwerk geschlossen. Ein weiterer Flagshipstore wurde in München eröffnet, 2010 folgten Läden in Aachen und Essen. Inzwischen betreibt das Unternehmen Werksverkäufe in Emmerich und Potsdam.
Im November 2010 übernahm Katjes die Mehrheit an Lamy Lutti, einer Zuckerwarenfirma mit Produktionsstätten in Lille, Frankreich und Bois-d’Haine, Belgien.
Seit 2010 bündelt Katjes seine Transporte gemeinsam mit den Unternehmen Diageo, Leaf, Hitschler und Vidal beim Logistikunternehmen Fiege. Fiege beliefert den Lebensmitteleinzelhandel mit den Produkten aller am Pooling beteiligten Firmen, so dass etwa 30 Prozent der LKW-Kilometer eingespart werden.
Katjes verfolgt seit langem und als erster der Branche eine „Veggie“-Strategie und legt seit 2010 vermehrt Augenmerk auf vegetarische Produkte. Schrittweise passte das Unternehmen in den folgenden Jahren alle Produktrezepturen an. Im September 2016 stellte das Unternehmen als erster deutscher Süßwarenhersteller das gesamte Sortiment auf vegetarische Produkte um. Die Umstellung hat zusammen mit Nutzung von Ökostrom dazu beigetragen, dass alle deutschen Werke seit 2020 klimaneutral produzieren. Die Produkte werden mit einem „Veggie“-Sticker als vegetarisch gekennzeichnet und tragen das gelbe V-Label der Europäischen Vegetarier-Union.
Der Grün-Ohr-Hase, ein Produkt aus Schaumzucker und Fruchtgummi, wurde 2012 eingeführt.
Im Juli 2013 eröffnete Katjes im Berliner Stadtbezirk Mitte mit dem Katjes Café (vormals Café Grün-Ohr) ein erstes vegetarisches Café, in dem neben Kaffee auch hausgemachte vegetarische und vegane Backwaren angeboten werden.
Am 28. August 2015 brachte Katjes mit der Magic Candy Factory den weltweit ersten lebensmittelzertifizierten 3D-Drucker für Fruchtgummi im unternehmenseigenen Katjes Café auf den Markt.
Ab November 2015 übernahm Katjes die europaweite Vermarktung und Distribution der Wick-Hustenbonbons von Procter & Gamble.
2018 begann deutschlandweit eine Markenkampagne von Katjes, um auf das vegetarische Sortiment der Marke aufmerksam zu machen. Die Kampagne „jes! Alles Veggie!“ gewann im Herbst 2018 einen GWA-Effie in Gold, eine Auszeichnung für die effektivsten Werbekampagnen des Jahres.
2021 brachte Katjes eine Variante der Grün-Ohr-Hasen und Fred Ferkel mit einem Drittel weniger Zucker auf den Markt. Im selben Jahr erschien Ahoj-Brause als Dosengetränk, welches zuerst von Columbus Drinks und später von der Krombacher-Tochter Drinks & More vertrieben wurde. Ab April 2025 soll Katjes den Vertrieb übernehmen.
2022 erschien das erste vegane Eis von Katjes.
2023 brachte Katjes in Kooperation mit dem Kosmetikhersteller Cosnova eine vegane Kosmetik-Linie auf den Markt, welche sieben Produkte umfasst und von den Katjes Grün-Ohr Hasen inspiriert wurde.
Ende 2023 kaufte Katjes 50 Prozent der Schoko Winterscheidt GmbH, einem 2020 von Joko Winterscheidt gegründeten Schokoladenhersteller, in welchem dieser auch bis kurz nach der Beteiligung durch Katjes als Geschäftsführer tätig war.
Das Unternehmen kaufte im Oktober 2023 das frühere Werksgelände der Brabantia in Emmerich und plant, 2024 ein weiteres Werk auf dem bestehenden Gelände zu errichten.
Im Juli 2024 erhöhte das Tochterunternehmen Katjes Greenfood den Anteil am Bio-Müslihersteller Mymuesli von 10 Prozent auf 56,1 Prozent. Im September 2024 wurde der ehemalige CMO von Katjes Greenfood Vorstandsvorsitzender bei Mymuesli.

## Unternehmensdaten
| Jahr | Umsatz (Mio. €) |
| ---- | --------------- |
| 2001 | 119,1           |
| 2002 | 135,0           |
| 2003 | 163,9           |
| 2004 | 180,1           |
| 2005 | 189,3           |

Das Unternehmen gehört zu 90 Prozent Bastian Fassin und zu 10 Prozent Tobias Bachmüller. Klaus Fassin besaß bis zu seinem Tod im Jahr 2021 eine Beteiligung von 30 Prozent, für die Bastian Fassin als Alleinerbe festgeschrieben stand. Geschäftsführende Gesellschafter sind Tobias Bachmüller und Bastian Fassin.
Unbeschränkt haftende Gesellschafterin der Katjes Fassin GmbH + Co. KG ist die Xaver Fassin GmbH.
Der Umsatz lag 2005 bei 189,3 Mio. Euro. Nach 2005 hat Katjes keine offiziellen Umsatzzahlen mehr veröffentlicht, so dass nur Schätzungen vorliegen. Diese liegen für 2006 bei 200 Mio. Euro und für 2010 bei 300 Mio. Euro.
Zum Umsatz trug 2006 Fruchtgummi mit etwa 60 Prozent bei, circa 20 Prozent des Umsatzes wurden mit Bonbons, die restlichen 20 Prozent mit Brause erwirtschaftet. Mit etwa 9 Prozent Marktanteil lag Katjes 2008 auf Platz drei der deutschen Zuckerwarenbranche.
Das Unternehmen exportiert in 23 Länder weltweit. Neben diversen europäischen Ländern wird auch nach Australien, Südafrika, Singapur und in die USA exportiert. 2005 lag der Exportanteil bei 14 Prozent, bis 2008 wuchs er auf 30 Prozent des Umsatzes.
An drei Produktionsstandorten in Deutschland werden Zuckerwaren hergestellt: Neben Emmerich (Lakritz, Fruchtgummis) wird in Remshalden (Brauseprodukte) und Potsdam-Babelsberg (Bonbons) produziert.
Katjes ist nach dem International Food Standard und nach BRC zertifiziert.
Das heutige Firmenlogo wurde 2007 eingeführt. Es handelt sich um einen Relaunch des 2001 eingeführten Logos.

## Marken

Logo der Gletschereis-Bonbons

Katjes ist Markeninhaber diverser Herstellermarken, die meist als EU-Gemeinschaftsmarken eingetragen sind, darunter u. a.:
- Katjes
- Villosa (mit Sallos, Hustelinchen; seit 2000)
- Frigeo (mit Ahoj-Brause; seit 2002)
- Gletschereis (seit 31. Oktober 2003)
- Granini Fruchtbonbons (Lizenzmarke, seit 2005)
- Heidi’s (USA)
- Brause Plus Brausebonbons (Lizenzmarke, seit 2009)
- Wick (seit 2015)
- Treets (seit 2018)
- Handelsmarken: Neben den unter eigenen Marken vertriebenen Produkten produziert Katjes auch unter anderen Markennamen für Handelsunternehmen (z. B. einige Sweetland-Produkte bei Aldi).[61] Handelsmarken machen weniger als 15 Prozent des Gruppenumsatzes aus (Stand 2010).[58]

## Auszeichnungen
- 2006: Katjes als „Unternehmen mit Weitblick“ geehrt.[62]
- 2012: Katjes Grün-Ohr Hase wird mit dem Sweetie ausgezeichnet.[63]
- 2012: Veggie TV-Kampagne gewinnt den Marketing-Preis Effie als effektivste Kommunikationskampagne.[64]
- 2013: Katjes Grün-Ohr Bärchen gewinnt „Bestseller 2013“ in der Kategorie Zuckerwaren.[65]
- 2014: Katjes ist „beliebteste Marke“ Deutschlands und als „Kundenliebling 2014“ in der Kategorie „Süßwaren/Gebäck“ mit Gold ausgezeichnet.[66]
- 2014: Katjes Biene Maja Fruchtgummi gewinnt Sweetie 2014.[67]
- 2014/2015: Katjes wird als „Superbrand Germany“ ausgezeichnet.[68]
- 2016: Der 3D-Drucker von Katjes, die Katjes Magic Candy Factory, wird mit dem Weltinnovationspreis in der Kategorie „Süßwaren“ geehrt.[69]
- 2016/2017: Katjes wird zum zweiten Mal als „Superbrand Germany“ geehrt.[70][71]
- 2017: Drei Produkte des Unternehmens werden mit dem Sweetie ausgezeichnet: Katjes Wolke 7 (Free From), Sallos X-tra Cherry (Bonbons) und Ahoj-Brause-Ringe (Gummibonbon).[72]
- 2018: Katjes erhält für seine Kampagne einen begehrten ADC Nagel in Bronze in der Kategorie PR.[73]
- 2018: Katjes gewinnt einen goldenen Effie.[74]
- 2018/2019: Erneut wird Katjes zur „Superbrand Germany“ gekürt.[75]
- 2019: Katjes erhält die Auszeichnung „Goldener Zuckerhut“ der Lebensmittel Zeitung.[76]
- 2019: Katjes gewinnt den Deutschen Marketing-Preis.[77]

## Öffentliche Wahrnehmung

### Werbung
Seit 1999 setzte Katjes in der Werbung zahlreiche Testimonials mit Prominenten ein. Für Produkte der Marke Katjes warben in Deutschland unter anderem Stefan Raab (1999 bis 2001, TV-Spots), Heidi Klum (2001 bis 2007, TV-Spots, Plakate, Printwerbung), Tim Mälzer (2007, TV-Spot), und Lena Gercke (2008, TV-Spots).
Ab 2012 wurden für die Marke Katjes keine Werbeverträge mit Prominenten mehr abgeschlossen. Von Januar 2018 an warb Katjes im TV, OOH und Online mit einer Markenkampagne ohne Fokus auf einzelne Produkte, in deren Mittelpunkt das Markenversprechen „jes! Alles Veggie!“ und der Hashtag #achtemaldrauf standen. Katjes geriet aufgrund eines im Zuge dieser Werbekampagne veröffentlichten Werbevideos mit einem Kopftuch tragendem Model in Kritik. Es würde die Unterdrückung muslimischer Frauen verharmlosen. Weitere Kritik erntete Katjes für die Besetzung der Rolle, welche von einer Nicht-Muslimin gespielt wurde. Laut eigener Aussage wollte Katjes „junge Musliminnen, bei denen der Verzicht auf tierische Gelatine eine bedeutende Rolle spielt“, ansprechen. Anfang 2019 wurde die Kampagne mit einem neuen Motiv und der Botschaft „Jedes Leben ist wertvoll“ verlängert.
Auf die Problematik der Massentierhaltung in der Milchproduktion wurde 2019 in einer Werbung für Chocjes (vegane Schokolade, die anstelle von Milch Haferdrink enthält) hingewiesen. Der Spot wurde zum Gegenstand einer Beschwerde des Bayerischen Bauernverbands an den Deutschen Werberat, der Katjes daraufhin zu einer Stellungnahme aufforderte. Nach der Stellungnahme des Unternehmens gelangte der Werberat zu dem Ergebnis, dass die Kampagne nicht zu beanstanden sei.

### Sponsoring
Von 2003 bis 2008 unterstützte Katjes die deutsche Frauen-Fußballnationalmannschaft als deren erster Hauptsponsor. Von 2010 bis Ende 2016 war Katjes (bzw. Katjes International) persönlicher Sponsor des wie Katjes aus Emmerich stammenden Formel-1-Rennfahrers Nico Hülkenberg.
2007 sponserte Katjes eine Aktion des Künstlers Rainer Bonk, bei der 1,80 m große Glasfaser-Rohlinge in Form einer Katjes-Katze unter anderem von Schülern bemalt und anschließend über die Innenstadt von Emmerich verteilt aufgestellt wurden.

### Rechtsstreitigkeiten mit Haribo
Die deutsche Presse berichtete wiederholt über Rechtsstreitigkeiten zwischen Katjes und seinem umsatzstärkeren Konkurrenten Haribo.
2004 wies das Landgericht Düsseldorf eine von Haribo angestrengte Klage auf Löschung der Katjes-Marke „Yoghurt Gums“ ab. 2009 unterlag Katjes in zweiter Instanz vor dem Hamburger Oberlandesgericht gegen Haribo, als es dem Konkurrenten die Verwendung der Bezeichnung „Yoghurt Gum“ auf Verpackungen des Produkts „Jogi Bussi“ verbieten lassen wollte.
Ebenfalls 2009 entschied das Oberlandesgericht Düsseldorf gegen Haribo. Katjes hatte wegen der Gestaltung der Verpackung des salmiakhaltigen Lakritzprodukts „Dropjes“ eine einstweilige Verfügung wegen Wettbewerbsverzerrung erwirkt, der Haribo widersprochen hatte.

### Weitere Rechtsstreitigkeiten
Verbraucherschützer reichten 2004 Klage gegen Katjes ein. Die Produkte, die Katjes mit der Aufschrift „ohne Fett“ beworben hatte, enthielten laut Klage geringe Mengen Fett. Zudem ließe die Aufschrift ein gesundes Produkt vermuten, was aufgrund des hohen Zuckeranteils nicht der Wahrheit entspreche. Das Landgericht Kleve wies die Klage ab. Das enthaltene Fett sei gering genug, um die Aufschrift „ohne Fett“ zu rechtfertigen, und Süßwaren seien gemeinhin als ungesund bekannt.
2013 wurden gegen Katjes sowie neun weitere Unternehmen Bußgelder in Höhe von insgesamt 19,6 Millionen Euro verhängt. Die Unternehmen hätten sich untereinander über Verhandlungsstände mit Einzelhändlern ausgetauscht. Rossmann, Müller und die Insolvenzverwalter von Schlecker reichten daraufhin eine Schadensersatzklage gegen mehrere dieser Unternehmen ein, zu denen auch Katjes gehörte, da sie sich durch die Preisabsprachen geschädigt sahen. Aufgrund außergerichtlicher Einigung wurde die Klage 2019 zurückgenommen.
Katjes wurde 2022, gemeinsam mit dem Konfitürenhersteller Mühlhäuser, von der Wettbewerbszentrale wegen der Benutzung des „Klimaneutral“-Labels angeklagt, da dies Konsumenten täuschen würde. So entstehe laut Klage der Eindruck, bei der Herstellung würden keine Emissionen freigesetzt, diese würden jedoch nur durch die Produzenten durch eingekaufte Klimazertifikate ausgeglichen. Während Katjes über eine durch einen QR-Code aufrufbare Internetseite Kunden darüber informierte und deswegen weiter mit dem Label werben durfte, tat Mühlhäuser dies nicht und das Oberlandesgericht Düsseldorf untersagte der Firma die weitere Verwendung des Labels. Die Wettbewerbszentrale zog daraufhin im April 2024 vor den Bundesgerichtshof. Dieser entschied, dass Katjes weiterhin mit „klimaneutraler“ Produktion werben darf, solange klargemacht wird, dass dies durch umstrittene Kompensationszahlungen erreicht wird, nicht durch CO2-freie Produktion. Die bisherige Werbung von Katjes sei irreführend gewesen, weil sie nicht ausreichend über die Kompensation informiert habe. Ab 2026 wird eine neue EU-Richtlinie gelten, die solche Werbung stark reguliert und Unternehmen verpflichtet, Umweltaussagen vor Veröffentlichung zertifizieren zu lassen, um Greenwashing zu verhindern.

## Trivia
- Lakritz mit Katzenmotiven gab es in den Niederlanden bereits seit dem 19. Jahrhundert. Von 1882 bis 1907 annoncierte ein Groninger Hersteller namens Nathan Kater unter dem Namen Katjes Drop ovale Lakritzdrops mit dem Relief einer sitzenden Katze. In den Annoncen wies der Erfinder auf zahlreiche Produktnachahmungen hin.[103] Ein Lakritzprodukt namens Katjes Drop befindet sich auch heute im Sortiment der niederländischen Süßwarenmarke Venco (gehört zum Süßwarenkonzern Cloetta).[104]
- Um das Werbeverbot bei den Wimbledon Championships 2011 zu umgehen, trug die deutsche Tennisspielerin Julia Görges, die damals als Katjes-Testimonial unter Vertrag stand,[105] in den ersten Runden eine silberne Halskette mit Katjes-Firmenlogo.[106]

## Medien
- Die Sendung mit der Maus: Sendung mit der Maus. Lakritz. 6:35 min, WDR Fernsehen, 1. Februar 2009 (die Szenen in der Fabrik wurden bei Katjes gefilmt)
- Dynastien in NRW: Die Naschkatzen vom Niederrhein – Katjes. Regie: Jörg Kobel, Dokumentation, ca. 44 min, WDR Fernsehen 2009